# NGC 2557
NGC 2557 est une galaxie lenticulaire située dans la constellation du Cancer. NGC 2557 a été découvert par l'astronome français Édouard Stephan en 1877.

## Caractéristiques
Sa vitesse par rapport au fond diffus cosmologique est de 5 068 ± 16 km/s, ce qui correspond à une distance de Hubble de 74,8 ± 5,2 Mpc (∼244 millions d'al).
À ce jour, une mesure non basée sur le décalage vers le rouge (redshift) donne une distance d'environ 70,300 Mpc (∼229 millions d'al). Cette valeur est à l'intérieur des valeurs de la distance de Hubble.
Selon la base de données Simbad, NGC 2557 est une galaxie LINER, c'est-à-dire une galaxie dont le noyau présente un spectre d'émission caractérisé par de larges raies d'atomes faiblement ionisés.

## Groupe de NGC 2563
La galaxie NGC 2557 fait partie du groupe de NGC 2563. En plus de NGC 2556 et de NGC 2563, ce groupe de galaxies renferme au moins 12 autres galaxies dont NGC 2556, NGC 2558, NGC 2560, NGC 2562, NGC 2563 et NGC 2569.  